# Slivnica (metropolitana di Sofia)
Slivnica è una stazione delle linee M1 e M4 della metropolitana di Sofia. Funge da capolinea ovest della M1.
La stazione venne inaugurata nel 1998 in sotterranea. Si trova vicino al nuovo quartiere residenziale di Ljulin.
La lunghezza della piattaforma è di 120 m.